# Ehrenburg (Dolna Saksonia)
Ehrenburg (dolnoniem. Ehrenborg) – miejscowość i gmina Niemczech, w kraju związkowym Dolna Saksonia, w powiecie Diepholz, wchodzi w skład gminy zbiorowej Schwaförden.